# Stevenia
Stevenia is een geslacht van insecten uit de familie van de afvalvliegen (Heleomyzidae), die tot de orde tweevleugeligen (Diptera) behoort.

## Soorten
- S. acutangula (Villeneuve, 1910)
- S. angustifrons Villeneuve, 1912
- S. atramentaria (Meigen, 1824)
- S. eggeri (Strobl, 1906)
- S. fausti (Portshinsky, 1875)
- S. fernandezi Baez, 1979
- S. maeotica Belanovsky, 1951
- S. nudiseta Belanovsky, 1951
- S. obscuripennis (Loew, 1847)
- S. pannonica Villeneuve, 1919
- S. signata (Mik, 1886)
- S. triangulata (Loew, 1847)
- S. umbratica (Fallen, 1820)